# Gastone Gamba
Gastone Gamba (Padova, 14 gennaio 1909 – Padova, 7 luglio 1984) è stato un calciatore italiano, di ruolo attaccante.

## Carriera
Cresciuto nel Padova, gioca con i biancoscudati dal 1926 al 1935, collezionando 60 partite e segnando 14 gol. Partecipa fra l'altro al primo campionato di Serie A, nel quale esordisce il 20 ottobre 1929 in Brescia-Padova (3-2), chiudendo la stagione con 17 presenze e 3 gol. La squadra veneta alla fine del torneo retrocede in Serie B.